# Maroñas (Mazaricos)
Maroñas (llamada oficialmente Santa Mariña das Maroñas) es una parroquia del municipio de Mazaricos, en la provincia de La Coruña, Galicia, España.

## Entidades de población
Entidades de población que forman parte de la parroquia:
- Castro (O Castro)

- Foxas
- Gueima (A Gueima)
- Liñares
- Mámoas (As Mámoas)
- Maroñas (As Maroñas)
- Santa Mariña
- Bo Xesús
- Vilar de Castro

## Demografía
| Gráfica de evolución demográfica de Maroñas entre 2000 y 2018 |
|                                                               |
| Población de derecho según el padrón municipal del INE        |